# Rudolf, prijestolonasljednik Austro-Ugarske
Rudolf, princ prijestolonasljednik Austro-Ugarske (Dvorac Laxenburg kraj Beča, 21. kolovoza 1858. – Dvorac Mayerling, 30. siječnja 1889.), nadvojvoda i sin austrijskog cara Franje Josipa I. i carice Elizabete ("Sisi").

## Život
U suprotnosti s vrlo konzervativnim ocem, Rudolf je za života bio izričito liberalnih shvaćanja čime je bio bliži svojoj majci Elizabeti. Rudolf je bio vrlo senzibilno dijete, no po želji oca Franje Josipa I. koji je bio pod velikim utjecajem svoje majke nadvojvotkinje Sofije, bilo mu je određeno strogo vojničko obrazovanje. Uspjevši se usprotiviti svekrvinim planovima, Elizabeta prekida takav način obrazovanja i potiče njegove sklonosti ka prirodnim znanostima. Unatoč tome odnos majke i sina nikada nije bio pretjerano dubok i obilježen toplinom. Kao mladić proputovao je Europom i cijelim svijetom te prikupljao raznu građu, posebice s područja ornitologije. 1883. uređuje enciklopedijsko izdanje "Die österreichisch-ungarische Monarchie in Wort und Bild" (Austro-Ugarska monarhija u riječi i slici), koje je od 1885. izašlo u 24 sveska. Kasnije piše pod pseudonimom Julius Felix i to ponajviše novinske članke uperene protiv politike vlastitog oca. S 20 godina boravi u Pragu gdje se zaljubljuje u mladu Židovku koja je bila njegova prva velika ljubav, iako joj nikada nije otkrio svoj pravi identitet. 
Na nagovor Franje Josipa I. oženio se dana 10. svibnja 1881. belgijskom princezom Stephanie, kćerkom kralja Leopolda II., kada je upriličena blještava i pompozna ceremonija državnog vjenčanja u crkvi sv. Augustina u Beču. Iako na početku sretno zaljubljeni dobivaju i jedino dijete, nadvojvodtkinju Elisabeth, koja je rođena 2. rujna 1883., par se uskoro sve više udaljuje. Svrha braka bilo je i osiguranje muškog nasljednika krune, a po svemu sudeći Rudolf je 1886. svoju suprugu zarazio spolnom bolešću zbog koje Stephanie više nije mogla rađati. Rudolf sve češće ulazi u konflikte s vlastitim ocem, te postaje sve veći ovisnik o alkoholu i morfiju, a povelik je i niz njegovih ljubavnica od kojih je jedino s Mizzi Kaspar ostvario dužu vezu.
Godine 1887. kupuje dvorac Mayerling i uređuje ga kao lovački dvorac. U jesen 1888. godine tada 30-ogodišnji princ upoznaje 17-ogodišnju barunicu Mariju Vetseru. Od samog početka mlada ga barunica obožava i spremna je za njega sve učiniti. Iako mu to nije bila najveća romansa u životu, Rudolf je ipak gajio osjećaje prema Mariji, posebice zbog njezine nesebične, gotovo fanatične ljubavi.
Prema službenim izvorima, njihova smrt dana 30. siječnja 1889., poznata pod nazivom afera Mayerling, bila je rezultat težnji Franje Josipa I. da okonča njihovu sramotnu vezu: prijestolonasljednik Rudolf i Marija Vetsera skovali su suicidalni plan, Rudolf je svoju ljubavnicu ubio hicem u glavu, a potom je sebi oduzeo život. Službeno je priopćeno da je Rudolf bio u stanju "duševne rastrojenosti" kako bi se omogućila njegova sahrana u carskoj grobnici (Kapuzinergruft) u Kapucinskoj crkvi u Beču. Marijini posmrtni ostaci su iznijeti noću iz Mayerlinga i tajno pokopani na groblju opatije sv. Križa u Heiligenkreuzu, dok je dvorac Mayerling pretvoren u samostan karmelićanki.

## Mayerling
Nesretna sudbina Rudolfa i Marije Vetsere pobuđuje i dalje veliko zanimanje javnosti, te zahvaljujući proturječnostima i detaljima otkrivenim u novije vrijeme i danas predstavlja nerazjašnjenu tajnu. Mnogi su već po tragičnom događaju posumnjali u istinitost službenog priopćenja bečkog dvora. Prije svoje smrti 1989. godine i posljednja austro-ugarska carica Zita, udovica Karla I. (vladao od 1916. – 1918.), više je puta javno iznijela optužbe kako su ubojstvo nesretnog para izvršili francuski špijuni koji su htjeli ušutkati Rudolfa nakon što je odbio sudjelovati u zavjeri protiv Nijemcima naklonjenog i konzervativnog Franje Josipa I. Navedene tvrdnje Zita za svog života ipak nije potkrijepila materijalnim dokazima.
Posmrtni ostaci Marije Vetsere ukradeni su s groblja u Heiligenkreuzu u prosincu 1992. godine. Kada su ponovno pronađeni podvrgnuti su ispitivanjima forenzičara kako bi se utvrdilo je li uistinu pripadaju mladoj Rudolfovoj ljubavnici, što je na koncu i dokazano. Utvrđeno je, međutim, da na lubanji pokojnice ne postoje tragovi smrti od pucnja iz vatrenog oružja, te je dokazana mogućnost da je preminula od niza nasilnih udaraca u glavu. Postoje i izvješća s mjesta nesreće prema kojima su na Rudolfovom tijelu pronađeni dokazi o nasilnoj borbi, a u istim se izvješćima navodi i šest prostrijelnih rana od metaka ispaljenih iz puške koja mu očito nije pripadala. 
Službeno je priopćeno da je rastrojeni Rudolf najprije ubio Mariju Vetseru, a potom i sebe iz vlastitog oružja, te se ne spominju ranije navedene činjenice iz čega proizlazi da su pravi razlozi i činjenice o ubojstvu iz nekog razloga zataškani. Očito je da se pravi tijek događaja nikada neće otkriti, a danas o tome postoje dvije teorije. Prva je da su se Rudolf i Marija borili prije smrti, te da je Rudolf ipak prvo ubio svoju ljubavnicu, a potom i sebe što je za konzervativni bečki dvor zasigurno zvučalo bolje od dvostrukog samoubojstva. Međutim ova teorija propada kada treba dokazati kako je Rudolf uspio upucati samog sebe šest puta, k tome još iz oružja koje mu nije pripadalo. Druga je, možda i izglednija teorija, da je oboje napao netko treći, nasmrt pretukao Vetseru i potom ubio prijestolonasljednika Rudolfa. Carica Zita, koja je i sama iznosila ovakve tvrdnje, zasigurno je kao prijestolonasljednikova supruga od 1914. – 1916. čula za ovu teoriju i od samog Rudolfovog oca Franje Josipa I. te od drugih članova carske obitelji.
Priznanje da mu je sin u stanju "duševne rastrojenosti" ubio ljubavnicu i potom izvršio samoubojstvo starom je caru vjerojatno teško palo. Priča o zavjeri i nepoznatoj ubojici ili ubojicama para bila je stoga mnogo prihvatljivija od javnog priznanja o prinčevom ludilu i samoubojstvu.

## Posljedice Rudolfove smrti
Smrću jedinog sina carskog para konačno se raspao brak Franje Josipa I. i Elizabete, koja će sve više vremena progonjena nemirom provoditi u inozemstvu, posebice u Engleskoj i Irskoj u kojima je voljela sudjelovati u lovu. I sama će priželjkujući smrt uskoro stradati u besmislenom atentatu na Ženevskom jezeru. Prijestolonasljednikom postaje najstariji živući carev brat, nadvojvoda Karlo Ludvig, kojeg će po smrti naslijediti sin Franz Ferdinand. Njegova pogibelj u atentatu u Sarajevu 1914. godine dovest će i do Prvog svjetskog rata.
Da je Rudolf poživio vjerojatno bi car Franjo Josip I. abdicirao kao što je to učinio i njegov ujak, ustupajući carsko prijestolje mnogo liberalnijem sinu suprotstavljenom austrijskom vojnom savezu s njemačkim carem Vilimom II.
Na koncu, Franju Josipa I. nasljeđuje nećak Karlo, koji će 1916. godine postati posljednji austrijski car i iako će pokušati neće uspjeti zaustaviti rat i sačuvati Habsburšku monarhiju od konačne propasti.

## Nasljednici
- Nadvojvotkinja Elisabeth Marie Austrijska (Erzsi) (1883. – 1963.), udana prvi put za Otta von Windisch-Grätza i kasnije za Leopolda Petzneka.

## Vanjske poveznice
- Tragedija u Mayerlingu (njem.)